# Olivetti Prodest PC 128
Olivetti Prodest PC 128 (Prodest PC 128) је кућни рачунар фирме Оливети (Olivetti) који је почео да се производи у Италији током 1986. године.
Користио је Motorola MC 6809e микропроцесорску јединицу а RAM меморија рачунара је имала капацитет од 128 KB. 
Као оперативни систем кориштен је Microsoft BASIC.

## Детаљни подаци
Детаљнији подаци о рачунару Prodest PC 128 су дати у табели испод.
|                       |                                                                            |
| [ 1 ]                 |                                                                            |
| Произвођач            | Оливети                                                                    |
| Тип                   | кућни рачунар                                                              |
| Меморија              | 128 KB                                                                     |
| Поријекло             | Италија                                                                    |
| Година                | 1986                                                                       |
| Тастатура             | пуни помак тастера, 69 тастера са 5 функцијских тастера и тастерима смјера |
| Процесор              |                                                                            |
| Фреквенција процесора | 1                                                                          |
| RAM                   | 128 KB                                                                     |
| ROM                   | 64 KB                                                                      |
| Текст                 | 40 или 80 знакова x 24 линије                                              |
| Графика               | 8 модова, од 160 x 200 до 640 x 200 тачака                                 |
| Боја                  | од 2 до 16 између 4096                                                     |
| Звук                  | 3 канала, 7 октава + канал бијелог шума                                    |
| Димензије             | непознато                                                                  |
| Портови               |                                                                            |
| Оперативни систем     |                                                                            |